# Gonzalo Castro
Gonzalo Castro Randon (n. 11 iunie 1987 la Wuppertal, Germania de Vest, azi în Germania) este un fost fotbalist german cu origini spaniole care a evoluat pe postul de fundaș lateral la echipe din Bundesliga precum Bayer Leverkusen sau Borussia Dortmund și la echipa națională de fotbal a Germaniei.

## Cariera
Gonzalo Castro a început să joace fotbal la echipa locală Bayer Wuppertal, după care a ajuns la grupele de copii și juniori de la Bayer Leverkusen. În 2005, a făcut pasul către echipa secundă a clubului, iar în același an, la vârsta de doar 17 ani, a debutat atât în Bundesliga, cât și în UEFA Champions League.
În 2006, Castro a fost selecționat pentru prima oară la echipa națională de tineret a Germaniei, în vederea participării la Campionatul European de Tineret. Germania a fost însă eliminată încă din grupe. În martie 2007, Castro a debutat la echipa mare a Germaniei, într-o partidă susținută împotriva vecinilor de la nord, Danemarca.
Vara anului 2009 a însemnat ultimul turneu pentru Castro în tricoul echipei naționale de tineret: al doilea Campionat European dedicat acestor echipe naționale. Castro a ajuns, alături de Germania, până în finală, marcând un gol în ultimul meci al grupei, cu Anglia, gol care a calificat naționala germană în semifinale. Germania sub 21 de ani a reușit în acel an să câștige trofeul CE.